# Bupleurum affine
Bupleurum affine är en flockblommig växtart som beskrevs av Joseph Sadler. Bupleurum affine ingår i släktet harörter, och familjen flockblommiga växter. Inga underarter finns listade i Catalogue of Life.